# Crisiella complecta
Crisiella complecta is een mosdiertjessoort uit de familie van de Crisiidae. De wetenschappelijke naam van de soort is, als Crisia complecta, voor het eerst geldig gepubliceerd in 1955 door Kluge.